# Ó
Ó (minuskule ó) je písmeno latinky. Nazývá se O s čárkou nebo v češtině dlouhé O. Vyskytuje se v maďarštině, islandštině, kašubštině, polštině, češtině a slovenštině. Také se vyskytuje v afrikánštině, katalánštině, irštině, portugalštině, španělštině, italštině a galicijštině jako varianta písmena o. Dříve se též používalo v grónštině jako krátké O před dvěma souhláskami, po změně pravopisu v roce 1973 se však již toto písmeno nepoužívá.